# Vesterbro Apotek
Vesterbro Apotek var et apotek på Vesterbro i København, der eksisterede fra 1795 til 1992. Apotekets tidligere bygninger på Vesterbrogade, en mod gaden og to i gården, blev fredet i 1972. Alle tre stammer fra anden halvdel af 1800-tallet.
Der findes i dag et andet apotek, der kalder sig Apotek Vesterbro, som dog ingen tilknytning har til det oprindelige Vesterbro Apotek.

## Historie

### Den første bygning
Apoteket blev grundlagt den 16. januar 1795 af kemikeren Johan Gottlieb Blau. Det lå dengang på den anden side af Vesterbrogade, omtrent hvor Oehlenschlægersgade ligger i dag. Blau åbnede senere også Gammeltorv Apotek.
10. november 1797 blev Vesterbro Apotek overtaget af Wolfgang Andreas Resch. Den 16. november 1802 skiftede apoteket igen hænder, da det blev overtaget af Jacob Møller.

### Den anden bygning
Apoteket flyttede til den nuværende adresse i 1826. En ny bygning blev opført i 1854 efter tegning af Peter Heinrich Christoph Hagemann. Det blev senere udvidet med en laboratoriebygning i gården af Peter Christian Bønecke i 1884. Apoteket hed i en periode Ørne Apotek.
Bygningen blev fredet i 1971. Apoteket lukkede den 29. februar 1992.

## Nuværende brug
Ejerne af den kendte københavnske cocktailbar Ruby på Gammel Strand åbnede i november 2012 cocktailbaren Lidkoeb i det tidligere laboratorium i gården (Vesterbrogade 72B).
Stueetagen af bygningen ud mod gaden blev omdannet til en Halifax-burgerrestaurant i 2014 – 15. Omdannelsen er foretaget af Over Byen Arkitekter.

## Apotekerne
Apotekerne var: 
- 16.01.1795 - 1796 Johan Gottlieb Blau
- 10.11.1797 - 1802 Wolfgang Andreas Resch
- 16.11.1802 - 31.10.1805 Jacob Møller
- 10.01.1806 - 30.09.1810 Jens Iskow Thaning
- 04.12.1810 - 14.03.1829 Niels Møller
- 14.03.1829 - 30.04.1832 Martha Cathrine f. Sorterup En
- 10.07.1832 - 31.12.1863 Anders Madsen
- 19.03.1864 - 17.06.1919 Hans Peter Madsen
- 05.12.1912 - 09.02.1921 Erik Høst-Madsen (som medejer)
- 09.02.1921 - 30.09.1948 Erik Høst Madsen (som solo ejer)
- 15.09.1948 - 31.10.1965 Carl Richard Neergaard Jacobsen
- 09.10.1965 Ole Frederik Carl Olsen(Bevilling ikke benyttet)
- 01.11.1965 - 30.06.1966 Drevet af Apotekerfonden
- 25.04.1966 - 28.02.1992 Sven-Erik Sandermann Olsen